# 1062 Ljuba
Az 1062 Ljuba (ideiglenes jelöléssel 1925 TD) a Naprendszer kisbolygóövében található aszteroida. Szergej Ivanovics Beljavszkij fedezte fel 1925. október 11-én.